# Burke (Vermont)
Burke ist eine Town im Caledonia County des Bundesstaates Vermont in den Vereinigten Staaten mit 1651 Einwohnern (laut Volkszählung des Jahres 2020).

## Geografie

### Geografische Lage
Burke liegt im Nordosten des Caledonia Countys an der Grenze zum Essex County, im Nordosten der Green Mountains, etwa 40 Kilometer südlich der kanadischen Grenze und etwa 35 Kilometer westlich des Connecticut River. Die Oberfläche der Town ist hügelig, die höchste Erhebung ist der 976 m hohe Burke Mountain.

### Nachbargemeinden
Alle Entfernungen sind als Luftlinien zwischen den offiziellen Koordinaten der Orte aus der Volkszählung 2010 angegeben.
- Norden: Newark, 4,2 km
- Nordosten: East Haven, 14,1 km
- Osten: Victory, 12,8 km
- Süden: Kirby, 3,5 km
- Südwesten: Lyndon, 9,3 km
- Westen: Sutton, 11,8 km

### Stadtgliederung
Auf dem Gebiet der Town Burke finden sich drei Hauptsiedlungen: das Verwaltungszentrum West Burke, das Touristenzentrum East Burke zu Füßen des Burke Mountain sowie die Siedlung Burke Hollow, an der Straße zwischen den beiden anderen Ortschaften gelegen.

### Klima
Die mittlere Durchschnittstemperatur in Burke liegt zwischen −9,44 °C (15 °Fahrenheit) im Januar und 20,0 °C (68 °Fahrenheit) im Juli. Damit ist der Ort gegenüber dem langjährigen Mittel der USA um etwa 9 Grad kühler. Die Schneefälle zwischen Mitte Oktober und Mitte Mai liegen mit mehr als zwei Metern etwa doppelt so hoch wie die mittlere Schneehöhe in den USA. Die tägliche Sonnenscheindauer liegt am unteren Rand des Wertespektrums der USA, zwischen September und Mitte Dezember sogar deutlich darunter.

## Geschichte
Zur Besiedlung ausgerufen im Jahr 1780, wurde Burke erst 1792 tatsächlich urbar gemacht. Das erste öffentliche Gebäude stand auf einer Anhöhe über dem heutigen Burke Hollow und enthielt zugleich Kirche, Schule und Versammlungsraum. Die Anhöhe erwies sich aber rasch als zu stürmisch für eine Ansiedlung, so dass im Tal eine neue Ortschaft, Burke Hollow, errichtet wurde. Von dort aus entstanden die beiden anderen Ansiedlungen der Samtgemeinde: West Burke an einer Weggabelung, East Burke am Fuß des Burke Mountain. Ursprünglich war dies die größte der drei Ortschaften, was sich aber mit der Anbindung West Burkes an das Eisenbahnnetz der Connecticut and Passumpsic Rivers Railroad änderte. Die Station war ein guter Standort für die Holzverladung in weitem Umkreis. Mit dem Aufkommen des Tourismus in Vermont Ende des 19. Jahrhunderts wurde West Burke zum Ausgangspunkt für Erholungsuchende an zwei nahen, großen Seen. Ab 1909 entwickelte sich auch in East Burke im Zusammenhang mit dem Waldgebiet auf dem Burke Mountain der Tourismus. 1931 starb Mr. Darling, der Besitzer großer Landflächen auf und um den Burke Mountain und vererbte sie dem Staat. Auf diesen Flächen wurde der Darling State Park eingerichtet, der neben vier Zeltplätzen und einem Hüttendorf in erster Linie den zum alpinen Skigebiet entwickelten Burke Mountain als touristisches Ziel anbietet.

### Religion
Das kirchliche Gemeindeleben wird durch Niederlassungen der United Church of Christ und der Methodisten geprägt.

### Einwohnerentwicklung
| Volkszählungsergebnisse – Town of Burke | Volkszählungsergebnisse – Town of Burke | Volkszählungsergebnisse – Town of Burke | Volkszählungsergebnisse – Town of Burke | Volkszählungsergebnisse – Town of Burke | Volkszählungsergebnisse – Town of Burke | Volkszählungsergebnisse – Town of Burke | Volkszählungsergebnisse – Town of Burke | Volkszählungsergebnisse – Town of Burke | Volkszählungsergebnisse – Town of Burke | Volkszählungsergebnisse – Town of Burke |
| Jahr                                    | 1800                                    | 1810                                    | 1820                                    | 1830                                    | 1840                                    | 1850                                    | 1860                                    | 1870                                    | 1880                                    | 1890                                    |
| --------------------------------------- | --------------------------------------- | --------------------------------------- | --------------------------------------- | --------------------------------------- | --------------------------------------- | --------------------------------------- | --------------------------------------- | --------------------------------------- | --------------------------------------- | --------------------------------------- |
| Einwohner                               | 108                                     | 460                                     | 541                                     | 866                                     | 997                                     | 1103                                    | 1138                                    | 1162                                    | 1252                                    | 1198                                    |
| Jahr                                    | 1900                                    | 1910                                    | 1920                                    | 1930                                    | 1940                                    | 1950                                    | 1960                                    | 1970                                    | 1980                                    | 1990                                    |
| Einwohner                               | 1184                                    | 1183                                    | 1041                                    | 1016                                    | 998                                     | 1042                                    | 922                                     | 1053                                    | 1385                                    | 1406                                    |
| Jahr                                    | 2000                                    | 2010                                    | 2020                                    | 2030                                    | 2040                                    | 2050                                    | 2060                                    | 2070                                    | 2080                                    | 2090                                    |
| Einwohner                               | 1571                                    | 1753                                    | 1651                                    |                                         |                                         |                                         |                                         |                                         |                                         |                                         |

## Kultur und Sehenswürdigkeiten

### Parks

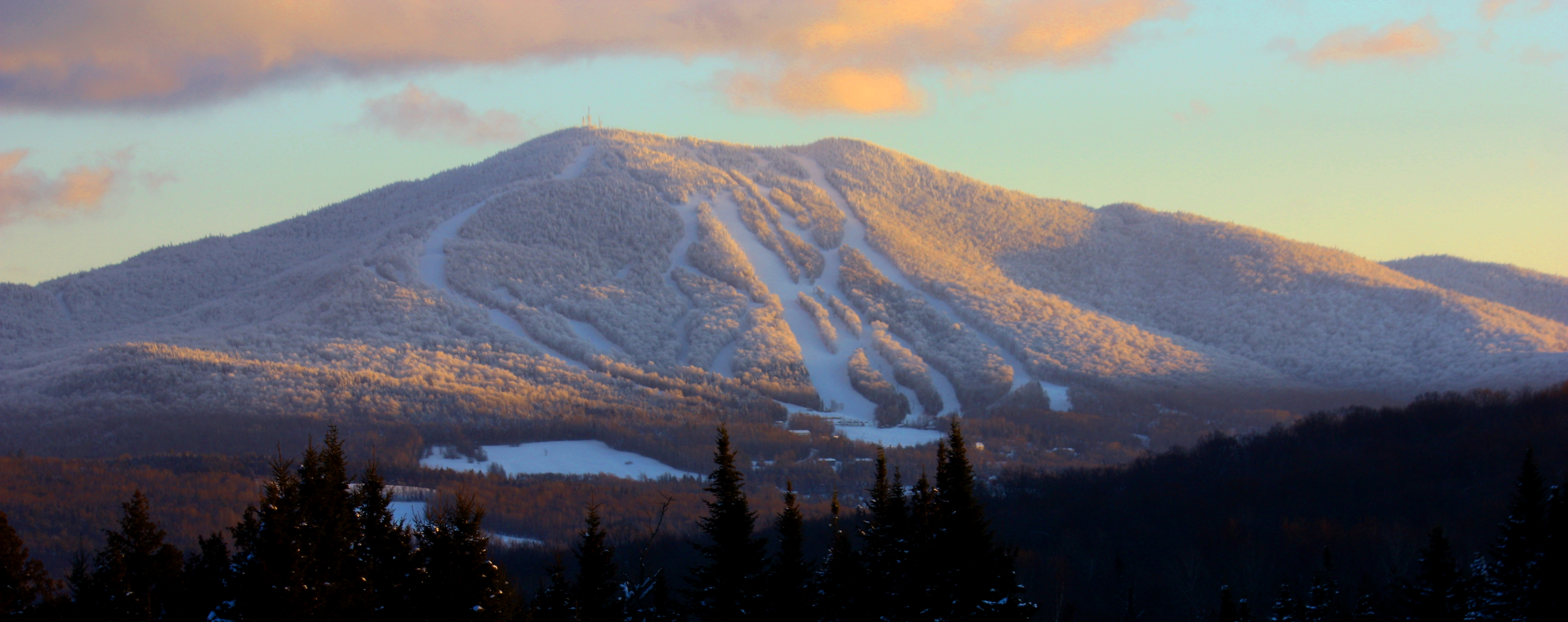
Burke Mountain

Der Darling State Park liegt in den Towns Burke und Kirby. Er ist 1998 Acre (808 Hektar) groß. Seinen Ausgangspunkt hat er durch den 1912 errichteten Fire Tower am Burke Mountain. Diese Turm ist einer der ersten im Bundesstaat Vermont. Das Gebiet wurde von der Familie Darling dem Bundesstaat Vermont in den 1930er Jahren geschenkt und der Darling State Park wurde auf diesem Land gegründet. Das Civilian Conservation Corps baute 1935 eine Straße zum Burke Mountain. Ein erster Ski-Lift wurde 1953 gebaut.

### Sport
Am 14. März 2010 fanden zwei Läufe des Alpinen Nor-Am Cup im Skigebiet des Burke Mountain statt.

## Wirtschaft und Infrastruktur

### Verkehr
Der U.S. Highway 5 verläuft in nordsüdlicher Richtung durch den westlichen Teil der Town von Barton im Norden nach Lyndon im Süden. Die Vermont State Route 114 verläuft ebenfalls in nordsüdlicher Richtung zentral durch die Town. Sie folgt dem Verlauf des Passumpsic Rivers. Das Ski-Gebiet am Burke Mountain und der Darling State Park werden durch Straßen der Town erschlossen.

### Öffentliche Einrichtungen
Es gibt in Burke kein Krankenhaus. Das nächstgelegene ist das Northeastern Vermont Regional Hospital in St. Johnsbury.

### Bildung
Burke gehört mit Lyndon, Newark, Sheffield, Sutton, Wheelock und Waterford zur Caledonia North Supervisory Union. In Burke befindet sich die Burke Town School. Sie bietet Klassen von Pre-Kindergarten bis zum achten Schuljahr. Die East Burke School ist eine High School und bietet die Schulklassen 9 bis 12.
Die Burke Mountain Academy ist eine Sportschule die auf das College vorbereitet und ihren Schwerpunkt in der sportlichen Ausrichtung hat. 45 Olympiateilnehmer haben bisher hier ihre Ausbildung gemacht.
Es gibt zwei Bibliotheken in Burke, die West Burke Public Library befindet sich an der Vermont Route in West Burke. Die East Burke Community Library wurde 1872 gegründet.

## Persönlichkeiten

### Söhne und Töchter der Stadt
- Charles Woodruff (1845–1920), Brigadier General im Sezessionskrieg